# Van Buren (Missouri)
Van Buren és una població dels Estats Units a l'estat de Missouri. Segons el cens del 2000 tenia 845 habitants.

## Demografia
Segons el cens del 2000, Van Buren tenia 845 habitants, 390 habitatges, i 223 famílies. La densitat de població era de 163,1 habitants per km².
Dels 390 habitatges en un 25,9% hi vivien nens de menys de 18 anys, en un 43,1% hi vivien parelles casades, en un 11% dones solteres, i en un 42,8% no eren unitats familiars. En el 40,5% dels habitatges hi vivien persones soles el 23,6% de les quals corresponia a persones de 65 anys o més que vivien soles. El nombre mitjà de persones vivint en cada habitatge era de 2,07 i el nombre mitjà de persones que vivien en cada família era de 2,76.
Per edats la població es repartia de la següent manera: un 20,5% tenia menys de 18 anys, un 8% entre 18 i 24, un 22,2% entre 25 i 44, un 22,6% de 45 a 60 i un 26,6% 65 anys o més.
L'edat mediana era de 44 anys. Per cada 100 dones de 18 o més anys hi havia 76,8 homes.
La renda mediana per habitatge era de 19.766 $ i la renda mediana per família de 31.154 $. Els homes tenien una renda mediana de 29.250 $ mentre que les dones 17.981 $. La renda per capita de la població era de 13.061 $. Entorn del 17,7% de les famílies i el 25% de la població estaven per davall del llindar de pobresa.

## Poblacions més properes
El següent diagrama mostra les poblacions més properes.